# پوسمکویچی
پوسمکویچی (به لاتین: Posemkovichi) یک روستا در بلاروس است که در Chalopienicki sieĺsaviet واقع شده‌است. پوسمکویچی ۱۲ نفر جمعیت دارد و ۱۶۳ متر بالاتر از سطح دریا واقع شده‌است.